# Nufăru
Nufăru es una comuna ubicada en el distrito de Tulcea, Rumania.

## Superficie
Posee una superficie de 56,53 kilómetros cuadrados.

## Demografía
Hasta 2021 la población era de 2644 habitantes, con una densidad de población de 46,77 habitantes por kilómetro cuadrado.